# Kesä-EP
Kesä-EP is de laatste single van de Finse band Apulanta. De single is uitgebracht in 2008. Op de single staan de volgende nummers:
1. Paha ihminen
2. Näkysi muotoinen
3. Höyryksi ilmassa
4. Sellaiset kuin itse olen

Het eerste nummer (Paha ihminen) is op de Finse radio vaak gedraaid. De titel betekent 'Slecht mens.'